# Settimana Internazionale di Coppi e Bartali 2011
La Settimana Internazionale di Coppi e Bartali 2011, ventiseiesima edizione della corsa e tredicesima con questa denominazione, si è svolta dal 22 al 26 marzo 2011, per un percorso totale di 634 km. È stata vinta dall'italiano Emanuele Sella, che ha concluso la gara in 14 ore 57 minuti 34 secondi.

## Percorso
La novità principale rispetto alla precedente edizione è l'inserimento di una cronometro individuale di 14,3 km a Crevalcore nella penultima giornata di corsa. Altresì la prima tappa non subisce grandi modifiche di percorso rispetto all'edizione precedente e rimane suddivisa in due semitappe con il circuito di Riccione (8,9 km da ripetere otto volte) la mattina e la cronometro a squadre nel pomeriggio. Altra innovazione è data dalla terza tappa, tutta in territorio veneto, con partenza e arrivo a Rovigo di 193,9 km.
Il Comune di Casalecchio di Reno ospita la partenza della terza tappa, con arrivo a Gaggio Montano dopo un percorso di 162,4 km adatto agli scalatori. La tappa conclusiva di sabato 26 marzo da Fiorano Modenese a Sassuolo conclude l'edizione 2011.

## Tappe
| Tappa  | Data     | Percorso                             | km    | Vincitore di tappa | Leader cl. generale |
| ------ | -------- | ------------------------------------ | ----- | ------------------ | ------------------- |
| 1ª-1ª  | 22 marzo | Riccione                             | 81,2  | Manuel Belletti    | Manuel Belletti     |
| 1ª-2ª  | 22 marzo | Riccione (cron. a squadre)           | 15,6  | Androni Giocattoli | Emanuele Sella      |
| 2ª     | 23 marzo | Rovigo > Rovigo                      | 193,9 | Claudio Corioni    | Roberto Ferrari     |
| 3ª     | 24 marzo | Casalecchio di Reno > Gaggio Montano | 163,4 | Emanuele Sella     | Emanuele Sella      |
| 4ª     | 25 marzo | Crevalcore (cron. individuale)       | 14,3  | Adriano Malori     | Emanuele Sella      |
| 5ª     | 26 marzo | Fiorano Modenese > Sassuolo          | 173,4 | Giovanni Visconti  | Emanuele Sella      |
| Totale | Totale   | Totale                               | 634   |                    |                     |

## Squadre e corridori partecipanti
| N.      | Cod. | Squadra                      |
| ------- | ---- | ---------------------------- |
| 1-8     | LIQ  | Liquigas-Cannondale          |
| 11-18   | LAM  | Lampre-ISD                   |
| 21-28   | AND  | Androni Giocattoli           |
| 31-38   | FAR  | Farnese Vini-Neri Sottoli    |
| 41-48   | DER  | De Rosa-Ceramica Flaminia    |
| 51-58   | COG  | Colnago-CSF Inox             |
| 61-68   | ASA  | Acqua e Sapone               |
| 71-78   | FDJ  | FDJ                          |
| 81-88   | UHC  | UnitedHealthcare Pro Cycling |
| 91-98   | TT1  | Team Type 1-Sanofi Aventis   |
| 101-108 | GEO  | Geox-TMC                     |

| N.      | Cod. | Squadra                       |
| ------- | ---- | ----------------------------- |
| 111-118 | CEP  | Colombia es Pasión-Café de C. |
| 121-128 | EDR  | Endura Racing                 |
| 131-138 | ADR  | Adria Mobil                   |
| 141-148 | MIE  | Miche-Guerciotti              |
| 151-158 | DAN  | D'Angelo & Antenucci-Nippo    |
| 161-168 | VBG  | Team Vorarlberg               |
| 171-178 | AMO  | Amore & Vita                  |
| 181-188 | OHT  | Ora Hotels-Carrera            |
| 191-198 | PYB  | Price Your Bike               |
| 201-208 | SPV  | Sparebanken Vest-Ridley       |
| 211-218 | WIT  | Wit Orologi-Ecologia Ambiente |

## Dettagli delle tappe

### 1ª tappa-1ª semitappa
- 22 marzo: Riccione – 81,2 km

Risultati
| Pos. | Corridore        | Squadra       | Tempo    |
| ---- | ---------------- | ------------- | -------- |
| 1    | Manuel Belletti  | Colnago       | 1h57'35" |
| 2    | Andrea Grendene  | Type 1-Sanofi | s.t.     |
| 3    | Volodymyr Bileka | Amore & Vita  | s.t.     |

| Pos. | Corridore        | Squadra       | Tempo    |
| ---- | ---------------- | ------------- | -------- |
| 1    | Manuel Belletti  | Colnago       | 1h57'35" |
| 2    | Andrea Grendene  | Type 1-Sanofi | a 2"     |
| 3    | Volodymyr Bileka | Amore & Vita  | a 4"     |

### 1ª tappa-2ª semitappa
- 22 marzo: Riccione – Cronometro a squadre – 15,6 km

Risultati
| Pos. | Squadra            | Tempo  |
| ---- | ------------------ | ------ |
| 1    | Androni Giocattoli | 18'32" |
| 2    | Lampre-ISD         | a 5"   |
| 3    | FDJ                | s.t.   |

| Pos. | Corridore         | Squadra       | Tempo    |
| ---- | ----------------- | ------------- | -------- |
| 1    | Emanuele Sella    | Androni Gioc. | 2h16'07" |
| 2    | Jackson Rodríguez | Androni Gioc. | s.t.     |
| 3    | José Serpa        | Androni Gioc. | s.t.     |

### 2ª tappa
- 23 marzo: Rovigo > Rovigo – 193,9 km

Risultati
| Pos. | Corridore       | Squadra       | Tempo    |
| ---- | --------------- | ------------- | -------- |
| 1    | Claudio Corioni | Acqua & Sap.  | 4h18'48" |
| 2    | Andrea Guardini | Farnese Vini  | s.t.     |
| 3    | Roberto Ferrari | Androni Gioc. | s.t.     |

| Pos. | Corridore         | Squadra       | Tempo    |
| ---- | ----------------- | ------------- | -------- |
| 1    | Roberto Ferrari   | Androni Gioc. | 6h34'51" |
| 2    | Jackson Rodríguez | Androni Gioc. | a 4"     |
| 3    | Emanuele Sella    | Androni Gioc. | s.t.     |

### 3ª tappa
- 24 marzo: Casalecchio di Reno > Gaggio Montano – 155,5 km

Risultati
| Pos. | Corridore         | Squadra       | Tempo    |
| ---- | ----------------- | ------------- | -------- |
| 1    | Emanuele Sella    | Androni Gioc. | 3h56'47" |
| 2    | Stefano Pirazzi   | Colnago       | a 35"    |
| 3    | Giovanni Visconti | Farnese Vini  | s.t.     |

| Pos. | Corridore       | Squadra       | Tempo     |
| ---- | --------------- | ------------- | --------- |
| 1    | Emanuele Sella  | Androni Gioc. | 10h31'32" |
| 2    | Stefano Pirazzi | Colnago       | a 52"     |
| 3    | Diego Ulissi    | Lampre-ISD    | a 1'14"   |

### 4ª tappa
- 25 marzo: Crevalcore > Crevalcore – Cronometro individuale – 14,3 km

Risultati
| Pos. | Corridore       | Squadra          | Tempo  |
| ---- | --------------- | ---------------- | ------ |
| 1    | Adriano Malori  | Lampre-ISD       | 16'37" |
| 2    | Luca Ascani     | D'Angelo         | a 8"   |
| 3    | Rory Sutherland | UnitedHealthcare | a 9"   |

| Pos. | Corridore       | Squadra       | Tempo     |
| ---- | --------------- | ------------- | --------- |
| 1    | Emanuele Sella  | Androni Gioc. | 10h49'10" |
| 2    | Diego Ulissi    | Lampre-ISD    | a 30"     |
| 3    | Stefano Pirazzi | Colnago       | a 32"     |

### 5ª tappa
- 25 marzo: Fiorano Modenese > Sassuolo – 173,4 km

Risultati
| Pos. | Corridore         | Squadra       | Tempo    |
| ---- | ----------------- | ------------- | -------- |
| 1    | Giovanni Visconti | Farnese Vini  | 4h08'24" |
| 2    | Jackson Rodríguez | Androni Gioc. | s.t.     |
| 3    | Gianni Meersman   | FDJ           | s.t.     |

| Pos. | Corridore       | Squadra       | Tempo     |
| ---- | --------------- | ------------- | --------- |
| 1    | Emanuele Sella  | Androni Gioc. | 14h57'34" |
| 2    | Diego Ulissi    | Lampre-ISD    | a 30"     |
| 3    | Stefano Pirazzi | Colnago       | a 32"     |

## Evoluzione delle classifiche
| Tappa              | Vincitore          | Classifica generale Maglia rossa | Classifica a punti Maglia bianca | Classifica scalatori Maglia verde | Classifica giovani Maglia arancio | Classifica a squadre |
| ------------------ | ------------------ | -------------------------------- | -------------------------------- | --------------------------------- | --------------------------------- | -------------------- |
| 1ª-1ª              | Manuel Belletti    | Manuel Belletti                  | Manuel Belletti                  | non assegnata                     | Nacer Bouhanni                    | Colnago-CSF Inox     |
| 1ª-2ª              | Androni Giocattoli | Emanuele Sella                   | Manuel Belletti                  | non assegnata                     | Diego Ulissi                      | Androni Giocattoli   |
| 2ª                 | Claudio Corioni    | Roberto Ferrari                  | Manuel Belletti                  | Luca Fioretti                     | Diego Ulissi                      | Androni Giocattoli   |
| 3ª                 | Emanuele Sella     | Emanuele Sella                   | Emanuele Sella                   | José Rujano                       | Diego Ulissi                      | Androni Giocattoli   |
| 4ª                 | Adriano Malori     | Emanuele Sella                   | Emanuele Sella                   | José Rujano                       | Diego Ulissi                      | Colnago-CSF Inox     |
| 5ª                 | Giovanni Visconti  | Emanuele Sella                   | Giovanni Visconti                | José Rujano                       | Diego Ulissi                      | Colnago-CSF Inox     |
| Classifiche finali | Classifiche finali | Emanuele Sella                   | Giovanni Visconti                | José Rujano                       | Diego Ulissi                      | Colnago-CSF Inox     |

## Classifiche finali

### Classifica generale
| Pos. | Corridore          | Squadra          | Tempo     |
| ---- | ------------------ | ---------------- | --------- |
| 1    | Emanuele Sella     | Androni Gioc.    | 14h57'34" |
| 2    | Diego Ulissi       | Lampre-ISD       | a 30"     |
| 3    | Stefano Pirazzi    | Colnago          | a 32"     |
| 4    | Giovanni Visconti  | Farnese Vini     | a 38"     |
| 5    | Adriano Malori     | Lampre-ISD       | a 43"     |
| 6    | Rory Sutherland    | UnitedHealthcare | a 56"     |
| 7    | Gianni Meersman    | FDJ              | a 59"     |
| 8    | Stefan Schumacher  | Miche            | a 1'05"   |
| 9    | Ángel Vicioso      | Androni Gioc.    | a 1'08"   |
| 10   | Domenico Pozzovivo | Colnago          | a 1'11"   |

### Classifica a punti
| Pos. | Corridore         | Squadra       | Punti |
| ---- | ----------------- | ------------- | ----- |
| 1    | Giovanni Visconti | Farnese Vini  | 16    |
| 2    | Emanuele Sella    | Androni Gioc. | 10    |
| 3    | Diego Ulissi      | Lampre-ISD    | 9     |
| 4    | Stefano Pirazzi   | Colnago       | 8     |
| 5    | Jackson Rodríguez | Androni Gioc. | 8     |

### Classifica scalatori
| Pos. | Corridore       | Squadra       | Punti |
| ---- | --------------- | ------------- | ----- |
| 1    | José Rujano     | Androni Gioc. | 12    |
| 2    | Stefano Pirazzi | Colnago       | 12    |
| 3    | Francisco Vila  | De Rosa       | 9     |
| 4    | Emanuele Sella  | Androni Gioc. | 8     |
| 5    | Diego Ulissi    | Lampre-ISD    | 5     |

### Classifica giovani
| Pos. | Corridore         | Squadra      | Tempo     |
| ---- | ----------------- | ------------ | --------- |
| 1    | Diego Ulissi      | Lampre-ISD   | 14h58'06" |
| 2    | Adriano Malori    | Lampre-ISD   | a 13"     |
| 3    | Jarlinson Pantano | C. es Pasión | a 6'24"   |
| 4    | Thibaut Pinot     | FDJ          | a 7'21"   |
| 5    | Dominik Nerz      | Liquigas     | a 7'35"   |

### Classifica a squadre
| Pos. | Squadra             | Tempo     |
| ---- | ------------------- | --------- |
| 1    | Colnago-CSF Inox    | 44h18'11" |
| 2    | Androni Giocattoli  | a 5"      |
| 3    | Lampre-ISD          | a 2'34"   |
| 4    | Miche-Guerciotti    | a 2'39"   |
| 5    | Liquigas-Cannondale | a 7'28"   |